# Blaszka podstawna naczyniówki
Blaszka podstawna naczyniówki, błona Brucha (łac. lamina basalis, lamina Bruchi) – w anatomii człowieka błona oddzielająca naczyniówkę od nabłonka barwnikowego siatkówki. Ma grubość 1–4 μm. Składa się z błony podstawnej śródbłonka, warstwy włókien kolagenowych, warstwy włókien sprężystych i błony podstawnej nabłonka barwnikowego siatkówki.